# Musée Gustave Moreau

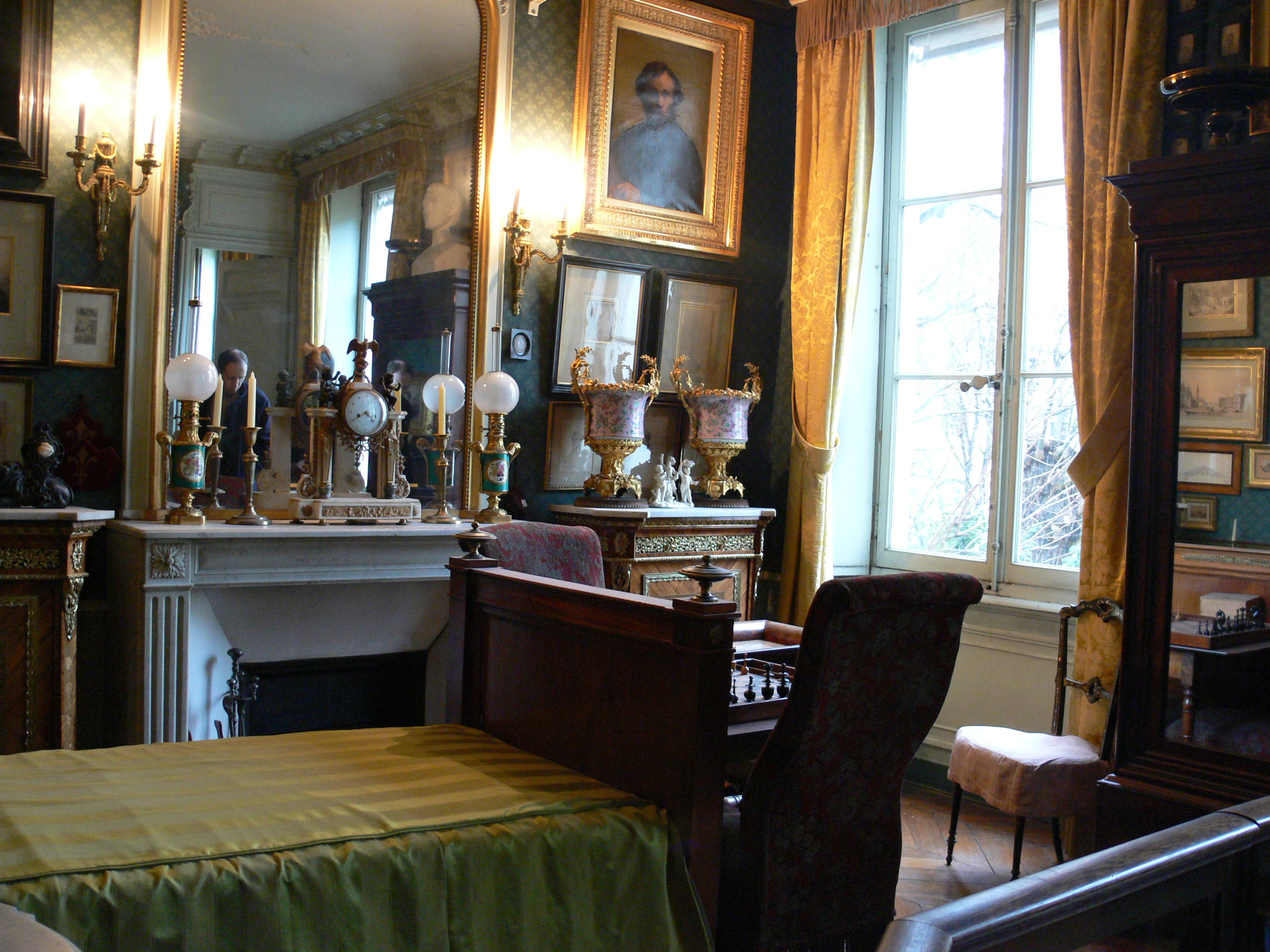
Musée Gustave Moreau, Schlafraum

Das Musée Gustave-Moreau (Gustave Moreau-Museum) ist ein Kunstmuseum, das den Werken des Malers Gustave Moreau (1826–1898) gewidmet ist. Es befindet sich in Paris im 9. Pariser Arrondissement.
Das Museum war ursprünglich Moreaus Wohnung. 1895 ließ der Künstler das Haus zu seinem Atelier und zum Museum seiner Werke umbauen. Heute beherbergt das Museum Moreaus Zeichnungen, Gemälde, Aquarelle und Skulpturen.

## Beschreibung
Das Gebäude hat drei Stockwerke. Im ersten Stock befinden sich die Wohnräume. Die zweite Etage ist ein großer Atelier-Raum, die dritte Etage hat zwei größere Zimmer. Die Sammlung besteht aus rund 1200 Gemälden (meist Skizzen oder unvollendet), Pastellen und Aquarellen und 4830 Zeichnungen.
Exponate (Auswahl):
- Jupiter und Semele (1895)
- Die Rückkehr der Argonauten (1891–1897)